# بالشهم
بالشهم مركز من مراكز محافظة بلجرشي إحدى محافظات منطقة الباحة في المملكة العربية السعودية، يقع جنوب محافظة بلجرشي، وتندرج تحتها 16 قرية.

## القرى التابعة للمركز
- الابناء
- الجحافين
- آل زارع
- المرباة
- الفرية
- الحميد
- الفرح
- بني دكة
- الأزاهرة
- القمع
- حوالة
- قذانة [4]